# Sielsowiet puszkarski (obwód kurski)
Sielsowiet puszkarski (ros. Пушкарский сельсовет) – jednostka administracyjna (osiedle wiejskie) wchodząca w skład rejonu korieniewskiego w оbwodzie kurskim w Rosji.
Centrum administracyjnym sielsowietu jest wieś (ros. село, trb. sieło) Puszkarnoje.

## Geografia
Powierzchnia sielsowietu wynosi 130,90 km².

## Historia
Status i granice sielsowietu zostały określone ustawami z 2004 i z 2010 roku.

## Demografia
W 2017 roku sielsowiet zamieszkiwało 1211 osób.

## Miejscowości
W skład sielsowietu wchodzą miejscowości: Puszkarnoje, Błagodatnoje, Dieriugino, Dubrawa, Żadino, Kowyniewka, Kuleszowka, Nowosiołowka, Puszkarożadinskij, Siekierino.